# Estadio Campeones Olímpicos
El Campeones Olímpicos es el estadio municipal de Florida. El Tanque Sisley desde 2012 muda su localía a este estadio por no tener su cancha (el Víctor Della Valle) en Montevideo habilitada. En 2018 al no pagar sus deudas ante la AUF, el Tanque Sisley pierde el derecho de jugar al fútbol durante esa temporada y desciende automáticamente.
Debido a esto, pierde su contrato con la Intendencia Departamental de Florida, la cual es recogida por el club Boston River para disputar la segunda parte del campeonato uruguayo 2019 como local en este estadio.

## Reconocimientos

### Estadios más antiguos de Uruguay
El estadio está entre los diez escenarios más antiguos y vigentes del país, construidos para la práctica del fútbol.
| N.º | Estadio                      | Ubicación  | Inauguración            | Propietario                        |
| --- | ---------------------------- | ---------- | ----------------------- | ---------------------------------- |
| 1°  | Gran Parque Central          | Montevideo | 25 de mayo de 1900      | Club Nacional de Football          |
| 2°  | Belvedere                    | Montevideo | 4 de julio de 1909      | Liverpool Fútbol Club              |
| 3°  | José Pedro Damiani           | Montevideo | 19 de abril de 1916     | Club Atlético Peñarol              |
| 4°  | Olímpico Pedro Arispe        | Montevideo | 30 de diciembre de 1923 | Rampla Juniors Fútbol Club         |
| 5°  | Abraham Paladino             | Montevideo | 1926                    | Administración Nacional de Puertos |
| 6°  | Atilio Paiva Olivera         | Rivera     | 1927                    | Intendencia de Rivera              |
| 6°  | Campeones Olímpicos          | Florida    | 1927                    | Intendencia de Florida             |
| 8°  | Parque Federico Omar Saroldi | Montevideo | 2 de noviembre de 1928  | Club Atlético River Plate          |
| 9°  | Centenario                   | Montevideo | 18 de enero de 1930     | Intendencia de Montevideo          |
| 10° | José Nasazzi                 | Montevideo | 1931                    | Club Atlético Bella Vista          |